# Face ID
Face ID je systém pro rozpoznávání tváře vyvinutý společností Apple pro zařízení iPhone a iPad Pro. Systém umožňuje biometrickou autentizací odemknout zařízení, provádět platby či přistupovat k citlivým datům. Také umožňuje detailní sledování výrazů ve tváři pro Animoji.
Systém byl poprvé představen v září 2017 spolu s iPhone X, v současnosti již aktuální verze podporují všechny nové modely řady iPhone i iPad Pro.
Hardware této technologie se skládá ze senzoru se dvěma moduly - jeden projektuje mřížku složenou z mnoha malých infračervených teček na tvář uživatele a druhý čte výsledek této projekce a skládá z něj trojrozměrný model tváře. Takto nasnímaný model tváře se porovná s uloženým modelem tváře oprávněného uživatele, a pokud je shoda dostatečně vysoká, dojde k autentizaci. Face ID umí detekovat tváře s brýlemi, oblečení, makeup i vousy a na změny ve vzhledu uživatele se průběžně adaptuje.
Face ID rozvířil debatu na téma bezpečnosti a soukromí. Apple tvrdí, že Face ID je výrazně pokročilejší než Touch ID a že má obecně o dost méně falešných pozitiv. Součástí systému je několik bezpečnostních opatření, která mají zamezit možnosti jeho obejití např. ukázáním fotky na kameru nebo namaskováním obličeje.

## Historie
Apple poprvé oznámil Face ID dne 12. září 2017, spolu s uvedením iPhone X. Face ID bylo prezentováno jako nástupce Touch ID technologie. Dne 12. září 2018 oznámil Apple příchod iPhone XR a XS s rychlejšími neuronovými sítěmi, tedy i s rychlejším Face ID. Dne 30. října 2018 Apple oznámil třetí generaci iPadu Pro, která bude také vybavena technologií Face ID.

## Technologie
Face ID je založeno na senzoru pro rozpoznávání tváře, který se skládá ze dvou částí:
1. Infračervený projektor schopný projektovat přes 30 000 infračervených teček na tvář uživatele a
2. infračervená kamera schopná číst výsledek této projekce. Přečtená data jsou odeslána do speciální části CPU ("The Secure Enclave"), kde dojde k porovnání právě nasnímaného modelu tváře s modelem zaregistrovaným (o kterém se ví, že patří oprávněnému uživateli).

Zmíněný zaregistrovaný model tváře je matematickou reprezentací určitých klíčových detailů tváře oprávněného uživatele; k těmto datům nemá Apple ani jeho partneři přístup.
Aby se předešlo nechtěným autentizacím, systém požaduje, aby měl uživatel při rozpoznávání otevřené oči a díval se na zařízení - Require Attention ("vyžadovat pozornost") položka v nastavení. Toto nastavení se ovšem dá vypnout; Face ID pak nebude zmíněné věci požadovat. Po pěti neúspěšných pokusech o autentizaci pomocí Face ID dojde k jeho dočasné deaktivaci a uživatel se musí autentizovat pomocí hesla. K dočasné deaktivaci dojde také po 48 hodinách neaktivity, po restartování zařízení nebo po stisknutí dvou postranních tlačítek (power + zesílit/zeslabit zvuk) na zařízení.
Podle tvrzení Apple je pravděpodobnost, že se někomu podaří odemknout telefon někoho jiného skrz Face ID, asi 1:1 000 000, zatímco u Touch ID je asi 1:50 000. Při úvodním nastavení Face ID několikrát naskenuje tvář uživatele, a to z několika úhlů, aby systém získal co nejvěrohodnější data. Při běžném používání se potom Face ID učí o typických změnách ve vzhledu uživatele a upravuje svoje data, aby se v nich odráželo stárnutí, růst vousů a další změny. Face ID umí rozpoznat klobouky na hlavě, šály, brýle, mnoho typů slunečních brýlí, vousy i makeup. Rozpoznávání funguje i ve tmě, a to díky infračervenému modulu, který dokáže tvář uživatele nasvítit.
Autentizace pomocí Face ID se používá v různých situacích - pro automatické odemknutí telefonu po probuzení, pro platby pomocí Apple Pay či pro zobrazování uložených hesel. Aplikace pro iOS zařízení mohou chránit citlivá data pomocí systémového frameworku - požádají systém o autentizaci uživatele; systém tak učiní např. pomocí Face ID a vrátí odpověď Autentizováno / Neautentizováno - vše se obejde bez toho, aby dané aplikaci musela být poskytnuta jakákoli citlivá data ohledně vzhledu tváře uživatele. Ověření uživatele pro aplikaci provádí důvěryhodný systémový framework.
FaceID umí sledovat přes 50 aspektů výrazu tváře - toho lze využít také při vytváření živých efektů (Animoji) nebo kamerových filtrů.

## Problémy a útoky

### Dvojčata a blízcí příbuzní
Nejednoznačné výkony podává Face ID při testování na identických dvojčatech; někdy je systém dokáže rozlišit, ale jindy selhává. Vyskytly se i případy, kdy se systém podařilo obejít blízkému příbuznému. Podle Applu je pravděpodobnost falešně pozitivního ověření pro dvojčata a blízké příbuzné (a děti do 13 let) jiná než pro obecnou populaci, neboť se v těchto případech nemusí ve tvářích vyskytovat dostatečné množství unikátních rozlišujících detailů.

### Sofistikované masky
Někteří lidé se pokusili obelhat Face ID pomocí sofistikovaných masek, ale většinou neuspěli. V listopadu 2017 vietnamská bezpečnostní firma Bkav oznámila, že vytvořila masku v hodnotě $150, která úspěšně odemkla Face ID. Podle magazínu WIRED jde ale spíš o "proof of concept" než o obecnou hrozbu, neboť postup firmy Bkav vyžaduje detailní informace o tváři vlastníka daného iPhonu; o takovém typu útoku lze uvažovat spíše u obětí špionáže nebo u vůdců světových velmocí.